# Miss Cambodge
Miss Cambodge est un concours de beauté féminine destiné aux jeunes femmes de nationalité cambodgienne. 
L'actrice et mannequin Reth Sarita (25 ans) a été élue Miss Cambodge 2020.